# Поли (фильм, 2020)
«Поли́» (фр. Poly) — художественный фильм французского режиссёра Николя Ванье, снятый в 2020 году. Адаптация одноимённых книги и телесериала Сесиль Обри. Это второй фильм Ванье (после «Белль и Себастьян»), основанный на произведениях писательницы. Премьера состоялась 29 августа 2020 года в Ангулеме, на Фестивале французских фильмов. В прокат фильм вышел 21 октября 2020 года.

## Сюжет
Десятилетняя Сесиль переезжает со своей матерью Луизой в Севенны, в деревушку Бокастель. Ей сложно привыкнуть к своей новой жизни и найти друзей. Всё меняет прибытие цирка-шапито, «звездой» которого является пони по кличке Поли. Чтобы заставить лошадь выполнять трюки, владелец цирка Бранкалу жестоко с ней обращается. Узнав, что Поли грозит опасность, Сесиль решает во что бы то ни стало спасти пони и уводит её из цирка. Бранкалу с помощником отправляются за ними в погоню.

## В ролях
- Сесиль — Элиза де Ламбер
- Луиза — Жюли Гайе
- Виктор — Франсуа Клюзе

## Критика
Фильм был отмечен сдержанной, но вполне благожелательной критикой. Так Кэролайн Вье, рецензент ежедневной газеты «20 minutes», отметила, что Ванье добивается подлинности, которая способствует ярким эмоциям. А Коринн Рену-Нативель из La Croix написала: «Николя Ванье продолжает перенос произведений Сесиль Обри на большой экран с помощью милого и тщательно сделанного фильма, способного увлечь всю семью, — однако без неожиданных поворотов». В то же время рецензент популярного издания о кино и телевидении Télérama уже не был столь же снисходителен: «В фильме смешаны пыльные персонажи, вроде жандармов, сбежавших из „Жандарма из Сен-Тропе“, и грубые анахронизмы, когда деревенские дети из 1960-х становятся вегетарианцами».